# Kees Torn
Kees Torn (Oostburg, 2 februari 1967) is een Nederlandse tekstschrijver en cabaretier.

## Biografie
Torn groeide op in Maassluis. Na zijn middelbare school studeerde hij twee jaar piano aan het conservatorium. Omdat hij graag de reclame in wilde en met plezier tekende, begon hij daarna een marketingstudie. Daar hield hij echter na een half jaar mee op, omdat hij zijn creativiteit daarin te weinig kwijt kon. Om het tekenen voort te zetten, bezocht hij enkele jaren de Rotterdamse Academie voor Beeldende Kunsten. Ook werkte hij voor het stripblad Barwoel, dat later zou opgaan in Zone 5300. 
Op de kunstacademie werd hij door studiegenote Gerrie Hondius uitgedaagd om teksten te schrijven voor een gezamenlijk programma. In 1991 deden ze als het duo 'Kees en ik' mee aan het Groninger Studentencabaretfestival, waar Torn de persoonlijkheidsprijs won. Hoewel de optredens een succes waren, stopte het duo vanwege onenigheid al na anderhalf jaar. In 1994 won hij in zijn eentje het Leids Cabaret Festival, nadat hij door twee vrienden (Onno Innemee en Robert Spaapen) ongevraagd was ingeschreven. Ruim een jaar later maakte hij zijn officiële solo-debuut met het programma Laat maar laaien. 
In 1999 won Torn de Annie M.G. Schmidt-prijs voor het beste theaterlied van 1998 voor zijn lied Streepjescode. In november 2007 won hij een VSCD Poelifinario voor het indrukwekkendste theaterprogramma van het seizoen 2006–2007. Hij kreeg die prijs voor zijn programma 'Dood en Verderf', dat door de recensenten al luid bejubeld was. De jury roemde zijn vermogen om 'in superieure liederen allerlei aspecten van de dood bespreekbaar te maken'.
In 2012 stopte Torn met optredens, maar in 2016 keerde hij kort terug met Onno Innemee. De  reprisetournee van deze voorstelling (Eraf Met Dat Dak!) werd echter afgelast doordat Torn ermee stopte, mede door zijn onvrede over de werkwijze van Innemee.
In 2022 maakte regisseur André van der Hout een documentaire over Torn met als titel Een uit Duizend: Het langzame leven van Kees Torn, in juni van datzelfde jaar uitgezonden door het NTR-programma Het Uur van de Wolf. De korte film schetst een portret van het alledaagse leven van de cabaretier na zijn theaterjaren. Hij schrijft nog wel, zij het vooral in briefvorm, waarin hij naar eigen zeggen zijn frustraties en grappen kwijt kan.

## Repertoire
De voorstellingen van Kees Torn kenmerken zich door vele – soms wat zwartgallige – liedjes en gedichten, overpeinzingen, sketches, terzijdes, gesprekjes met het publiek, spelletjes met taal en logica, en soms een stukje klassieke muziek – vooral van Bach – wanneer hij vindt dat het publiek "dit écht even moet horen". Torn is een beoefenaar van het light verse en zijn repertoire is dan ook te vergelijken met dat van Kees Stip, Drs. P en Hans Dorrestijn. Getooid met een dikke sigaar en een goede whisky, is zijn uitstraling op het podium die van de eeuwige student, die in de studentensociëteit aan de bar een paar goede vrienden probeert te vermaken. 
De verzen uit zijn eerste vier programma's zijn gebundeld in het boekje Inkijkexemplaar. Naast teksten voor zijn eigen voorstelling, levert Torn ook tekstuele bijdragen aan programma's van (onder meer) Mike Boddé en voor de Mike & Thomas Show. In 1999 werkte hij met Mike Boddé, Matthias Giesen en Frank van Pamelen mee aan de cd "Het Ultieme Terugblik". Af en toe schrijft Torn een column of een gedicht, en in maart 2006 was hij te zien in een gastrol in de televisieserie Kinderen geen bezwaar, waarvoor hij ook tekstbijdragen leverde.

### Kritiek
De kritiek die Torn nog weleens krijgt over zijn programma's, is dat hij te ouderwets cabaret zou maken. Zijn agent Harry Kies ("Kees-manager", zoals Torn hem placht te noemen), suggereerde al "dat Torn wellicht zijn imago van whiskydrinkende en sigarenrokende intellectueel zou moeten afschudden ten bate van een toegankelijker programma", schreef Arno Gelder van het Algemeen Dagblad begin 2005 in een interview.  Kees Torn zei echter zich vooral te storen aan het "banale vermaak dat tegenwoordig in de schouwburgen vertoond wordt".

## Prijzen en nominaties
- 1991: Groninger Studentencabaretfestival: Tweede prijs (Kees & Ik)
- 1991: Groninger Studentencabaretfestival: persoonlijkheidsprijs (Kees & Ik)
- 1992: Amsterdams Kleinkunstfestival: Tweede prijs (Kees & Ik)
- 1994: Leids cabaretfestival: jury- en publieksprijs
- 1996: Werftheaterprijs
- 1997: Conamus-aanmoedigingsprijs
- 1999: Annie M.G. Schmidtprijs voor het beste theaterlied van 1998 (voor het lied 'Streepjescode')
- 2005: Genomineerd voor Neerlands Hoop (voor het programma 'Doe mee en win')
- 2007: Winnaar van de VSCD Poelifinario 2006-2007 (voor het programma 'Dood en verderf')[8]

## Programma's
- 1995: Laat maar laaien
- 1996: Als ik het niet dacht
- 1998: Plek zat
- 2001: Mooie boel
- 2002: In de gloria
- 2004-2006: Doe mee en win
- 2006-2007: Dood en verderf
- 2008: 3D (in de formatie C3 met Onno Innemee en Mike Boddé)
- 2009-2010: Einde verhaal
- 2010-2011: Loze kreten
- 2016: Eraf met dat dak! (samen met Onno Innemee)

De negen soloprogramma's vormen samen het acrostichon 'LAPMIDDEL'.
Alle programma’s van Kees zijn geregisseerd door Onno Innemee. 
In februari 2012 is tijdens het Leids Cabaret Festival de dvd-box 'Een ommetje met Kees Torn' gepresenteerd. Deze dvd-box bevat negen dvd's met zijn theaterprogramma's en een cd met liedjes.
- Gemeinsame Normdatei: 1169970648
- International Standard Name Identifier: 0000 0000 3692 0133
- Library of Congress Control Number: n2003035995
- MusicBrainz: 046fc746-70ae-458f-bbdd-dcb26dacae14
- Nederlandse Thesaurus van Auteursnamen: 153807075
- Virtual International Authority File: 75687771
- WorldCat: E39PBJw4Drb8CwjQgPWdbgWYyd